# Малое Краснохолмское
Малое Краснохо́лмское (Лейтимо-ярви) — озеро на Карельском перешейке в Выборгском районе Ленинградской области.
Озеро расположено в 2 км на восток от посёлка Красный Холм в 9 км к северо-востоку от Выборга. Из юго-восточной части озера вытекает протока, втекающая с правого берега в реку Талинйоки, впадающую в реку Перовку. Перовка впадает в озеро Краснохолмское, из которого берёт начало река Суоккаанвирта, впадающая в Новинский залив, являющийся частью системы Сайменского канала, выходящего в Финский залив